# 海水川溪
海水川溪，又稱汫水港溪，位於臺灣新竹市香山區，主流長2.8公里，流域面積3.8平方公里，發源於竹東丘陵西端的香山區海山里觀井林，匯集水柳林、鹿仔坑等地溪流後，成東向西的水流方向，出竹東丘陵與汀埔圳交錯，轉向西北流，經海山漁港注入臺灣海峽。